# Inampologan
Inampologan oder Inampulugan ist eine philippinische Insel südlich der Insel Guimaras. 
Die Insel liegt im Süden der Guimaras-Straße zwischen den großen philippinischen Inseln Panay im Norden und Negros im Osten. Sie hat eine annähernd dreieckige Form, wobei jede Seite ungefähr 3 km misst. Sie ist überwiegend bewaldet, im Süden liegt direkt am Strand ein kleiner See. In seiner Nähe findet sich eine Feriensiedlung.

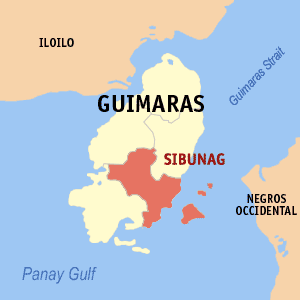
Karte mit der Insel Guimaras und der Gemeinde Sibunag, Inampologan südöstlich von Guimeras ist nicht beschriftet

Inampologan gehört zur Provinz Guimeras und zur Stadtgemeinde Sibunag, deren Hauptteil auf der Insel Guimaras liegt.
Laut Zensus am 1. Mai 2010 hatte die Insel (bzw. der Gemeindebezirk/Barangay) eine Bevölkerung von 271.